# Гора (Кубенское сельское поселение, у д. Ивачино)
Гора — деревня в Харовском районе Вологодской области.
Входит в состав Кубенского сельского поселения, с точки зрения административно-территориального деления — в Кубинский сельсовет.
Расстояние до районного центра Харовска по автодороге — 16,5 км, до центра муниципального образования Сорожина по прямой — 7 км. Ближайшие населённые пункты — Горбатиха, Михалево, Ивачино.